# National Portrait Gallery (Verenigde Staten)

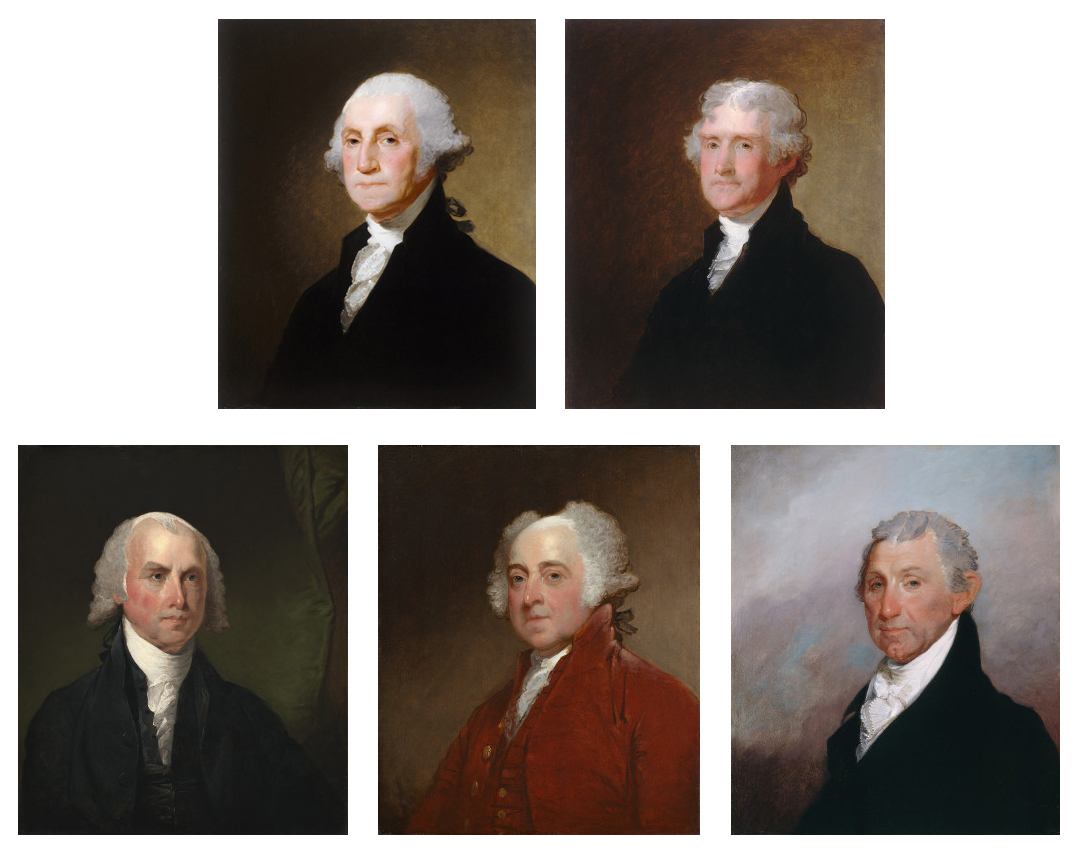
Gibbs-Coolidge collectie

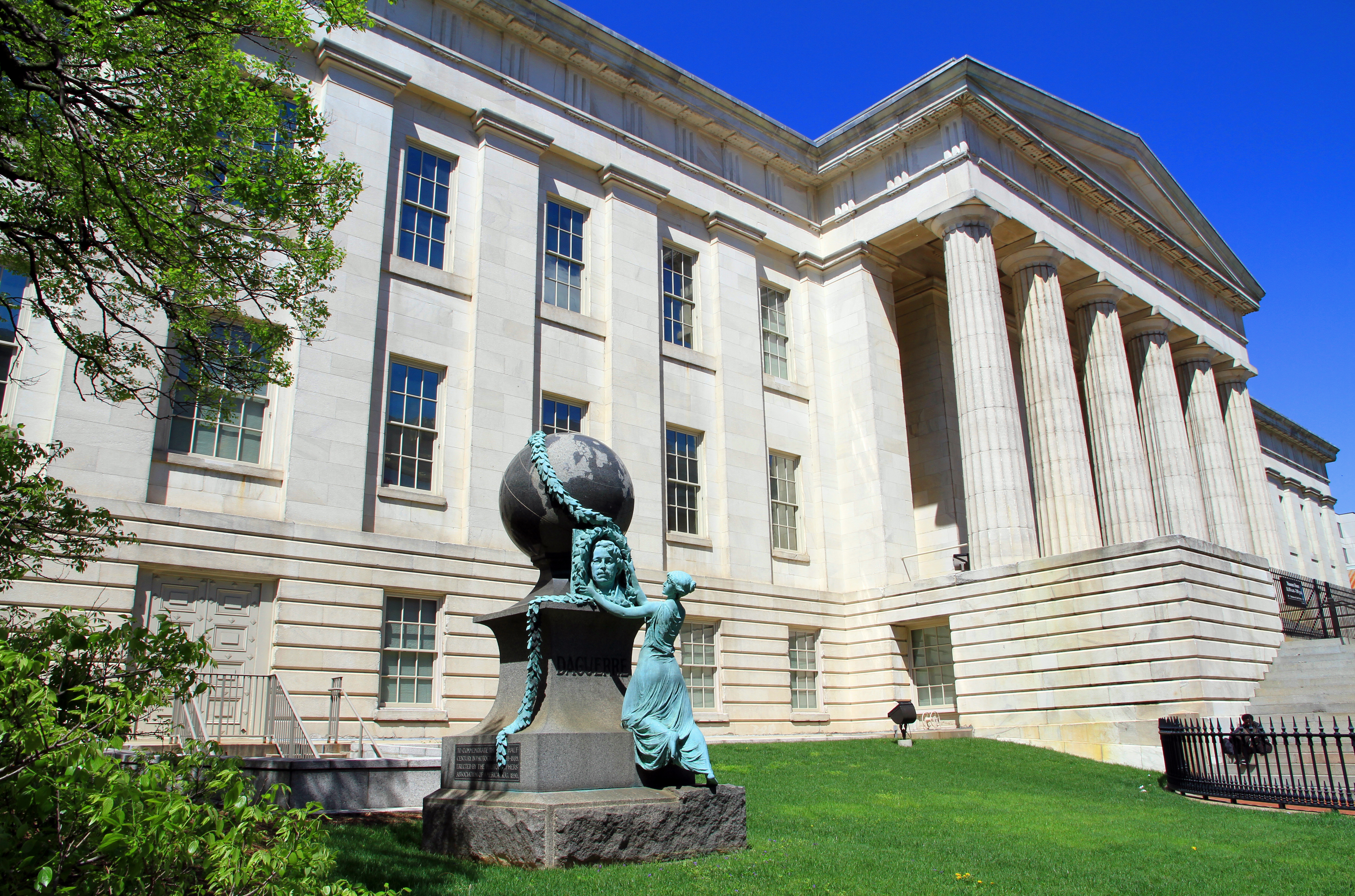
National Portrait Gallery

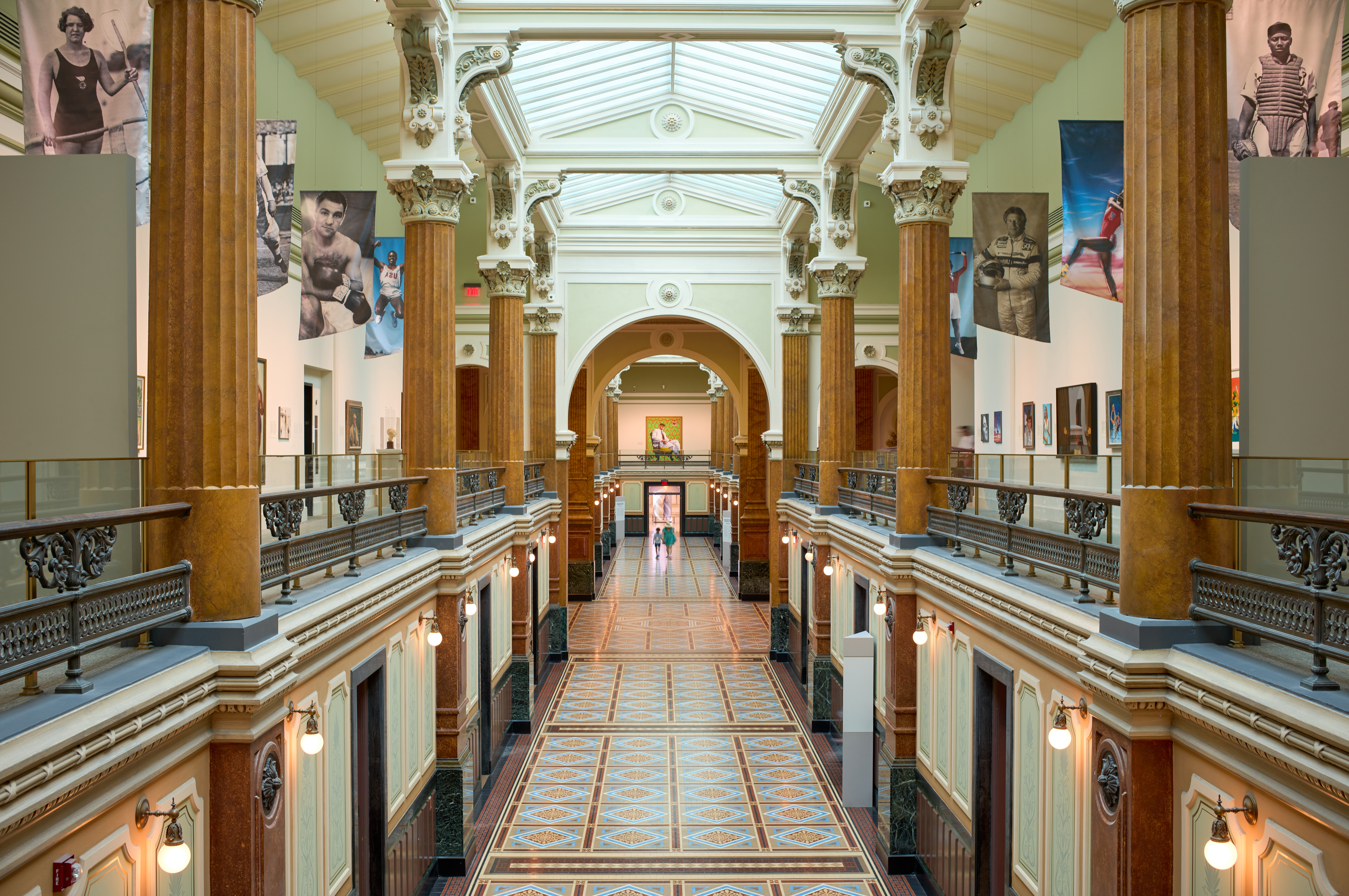
De gerenoveerde Grote Zaal, op de bovenste verdieping van de National Portrait Gallery.

De National Portrait Gallery (NPG) is een Amerikaans kunstmuseum in Washington dat deel uitmaakt van het Smithsonian Institution. Het museum werd opgericht in 1962 en ging in 1968 open. De collectie richt zich op portretten van Amerikaanse kunstenaars, politici, wetenschappers, uitvinders, activisten en performers die een wezenlijke bijdrage hebben geleverd aan de geschiedenis, ontwikkeling en cultuur van het land. Samen met het Smithsonian American Art Museum is de NPG gevestigd in het historische Old Patent Office Building.

### Renovatie 2000–2007

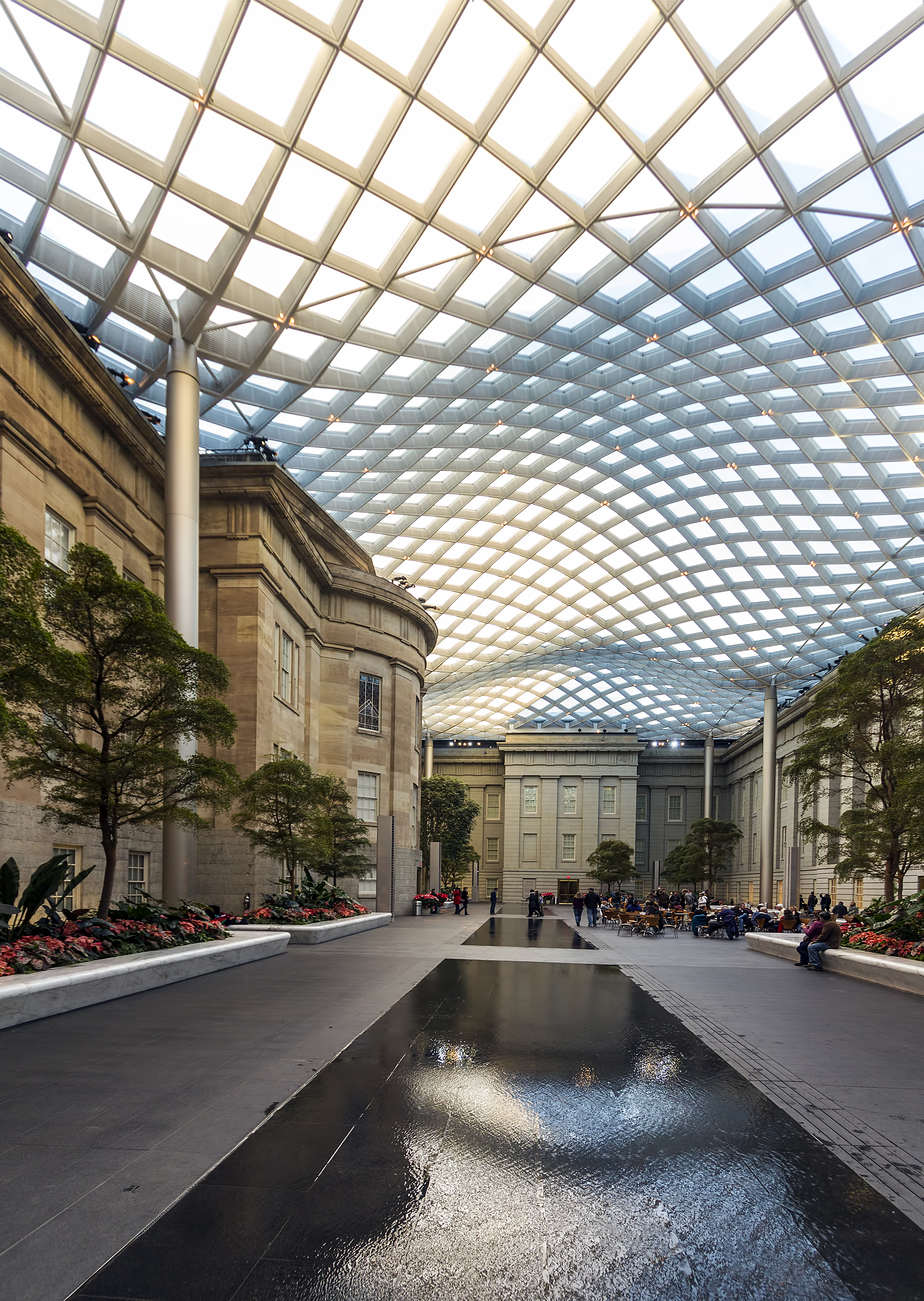
De Robert en Arlene Kogod-binnenplaats bij de National Portrait Gallery.

## Geschiedenis

### Oprichting
De oorsprong van een nationale portrettengalerij in de Verenigde Staten gaat terug tot 1796, toen Charles Willson Peale het American Pantheon oprichtte, ook bekend als Peale's Collection of Portraits of American Patriots. Deze galerie sloot echter al na twee jaar. In 1859 opende in Londen de National Portrait Gallery, maar dit kreeg weinig aandacht in Amerika. Pas in 1886 werd het idee van een nationale portrettengalerij in de VS opnieuw naar voren gebracht, toen Robert C. Winthrope, voorzitter van de Massachusetts Historical Society, na een bezoek aan de Londense galerie pleitte voor een soortgelijk instituut in eigen land.
In januari 1919 gingen de Smithsonian Institution, de American Federation of Arts en de American Mission to Negotiate Peace een samenwerking aan om het National Art Committee op te richten. Het doel was het laten maken van portretten van vooraanstaande leiders uit de landen die betrokken waren bij de Eerste Wereldoorlog. Onder de leden bevonden zich onder meer oliemagnaat Herbert L. Pratt, kunstliefhebster Ethel Sperry Crocker, architect Abram Garfield, Mary Williamson Averell, bankier J.P. Morgan, advocaat Charles Phelps Taft, staalmagnaat Henry Clay Frick en paleontoloog Charles Doolittle Walcott. Deze portretten werden in mei 1921 tentoongesteld in het National Museum of Natural History en vormden de kern van de latere NPG-collectie.

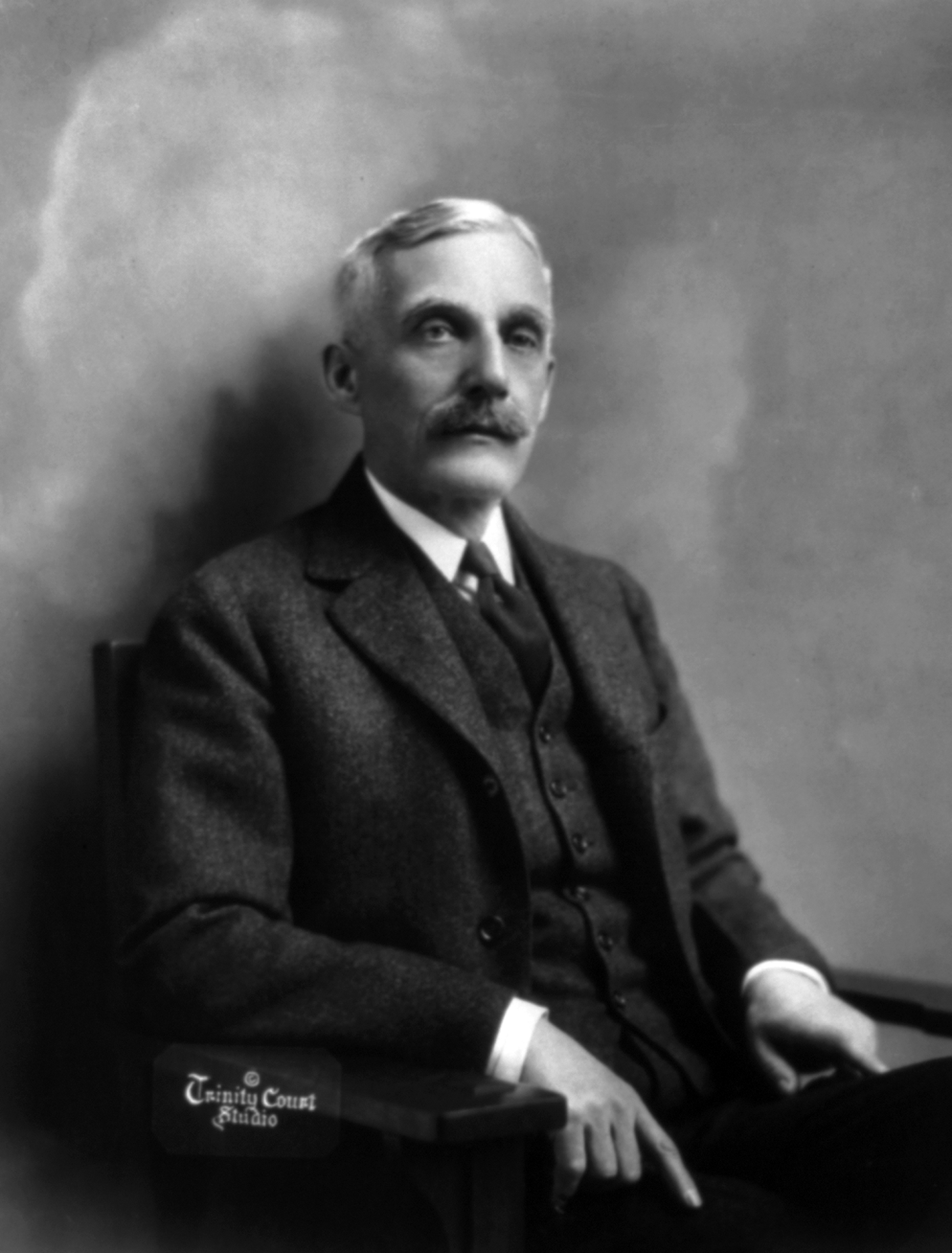
Andrew Mellon, wiens kunstcollectie een van de fundamenten vormde van de collectie van de National Portrait Gallery.

In 1937 schonk Andrew Mellon een omvangrijke collectie klassieke en moderne kunst aan de Amerikaanse overheid, waarmee de National Gallery of Art werd opgericht. Deze collectie bevatte tal van portretten, en Mellon stelde dat deze overgedragen moesten worden aan een toekomstige portrettengalerij. David E. Finley, Jr., advocaat en vertrouweling van Mellon, werd de eerste directeur van de National Gallery of Art en zette zich actief in voor de oprichting van een afzonderlijke portrettengalerij.
In 1957 stelde de federale overheid voor om het Old Patent Office Building te slopen. Na publiek protest en overeenstemming over het behoud van het gebouw, keurde het Congres in maart 1958 het gebruik van het pand door het Smithsonian Institution als museum goed. In 1960 werd er een commissie gevormd om de oprichting van een nationale portrettengalerij in dit gebouw voor te bereiden.
De National Portrait Gallery werd uiteindelijk bij wet ingesteld en officieel opgericht in 1962. De wet omschreef het doel als het tentoonstellen van portretten van "mannen en vrouwen die een belangrijke bijdrage hebben geleverd aan de geschiedenis, ontwikkeling en cultuur van het Amerikaanse volk". Aanvankelijk mocht de collectie enkel bestaan uit schilderijen, prenten, tekeningen en gravures.
Bij de oprichting beschikte de NPG slechts over een beperkte collectie. Smithsonian-secretaris S. Dillon Ripley, die in 1964 aantrad, was een fervent voorstander van het nieuwe museum. Onder zijn leiding werd er gekozen voor een selectieve opbouw van de collectie, met zorgvuldig geselecteerde werken op basis van academisch onderzoek. De eerste tentoonstelling, Nucleus for a National Collection, vond plaats in 1965 in het Arts and Industries Building. In 1966 verhuisde het museum samen met de National Fine Arts Collection naar het Old Patent Office Building. Op 7 oktober 1968 werd de NPG officieel voor het publiek geopend.

### Renovatie en uitbouw van de collectie
In 1969 werd het Old Patent Office Building gerenoveerd door het architectenbureau Faulkner, Fryer and Vanderpool. Deze renovatie leverde het gebouw in 1970 een National Honor Award op van het American Institute of Architects. In 1971 startte de NPG met de National Portrait Survey, een poging om alle portretten in zowel openbare als particuliere collecties in de VS in kaart te brengen en te documenteren.
Op 4 juli 1973 opende de tentoonstelling The Black Presence in the Era of the American Revolution, 1770–1800, de eerste expositie in het museum die volledig was gewijd aan Afro-Amerikanen. In 1974 schonk filantroop Paul Mellon 761 portretten van de Frans-Amerikaanse graveur C.B.J.F. de Saint-Mémin aan het museum.
In januari 1976 keurde het Congres een wetswijziging goed die het de NPG toestond om ook portretten in andere media dan grafische kunst te verzamelen. Hierdoor kon het museum beginnen met het verzamelen van fotografie. Hoewel de Library of Congress aanvankelijk bezwaar maakte om haar eigen rol als fotobeheerder te beschermen, wist NPG-directeur Marvin Sadik de weerstand te doorbreken. In oktober 1976 werd een eigen fotografieafdeling opgericht. De eerste fototentoonstelling, Facing the Light: Historic American Portrait Daguerreotypes, vond plaats in september 1978.
In deze periode werden ook andere kunstwerken aan de collectie toegevoegd. In februari 1977 verwierf het museum een zelfportret uit 1880 van Mary Cassatt, een van slechts twee die zij schilderde. Elf maanden later ontving het een zelfportret van John Singleton Copley, een rond schilderij (een zogeheten roundel), gedoneerd door de Cafritz Foundation.
In mei 1978 schonk het tijdschrift Time 850 originele portretten die tussen 1928 en 1978 op de cover verschenen. In mei 1979 werden deze werken gepresenteerd in een grote tentoonstelling.

### De Stuart-controverse

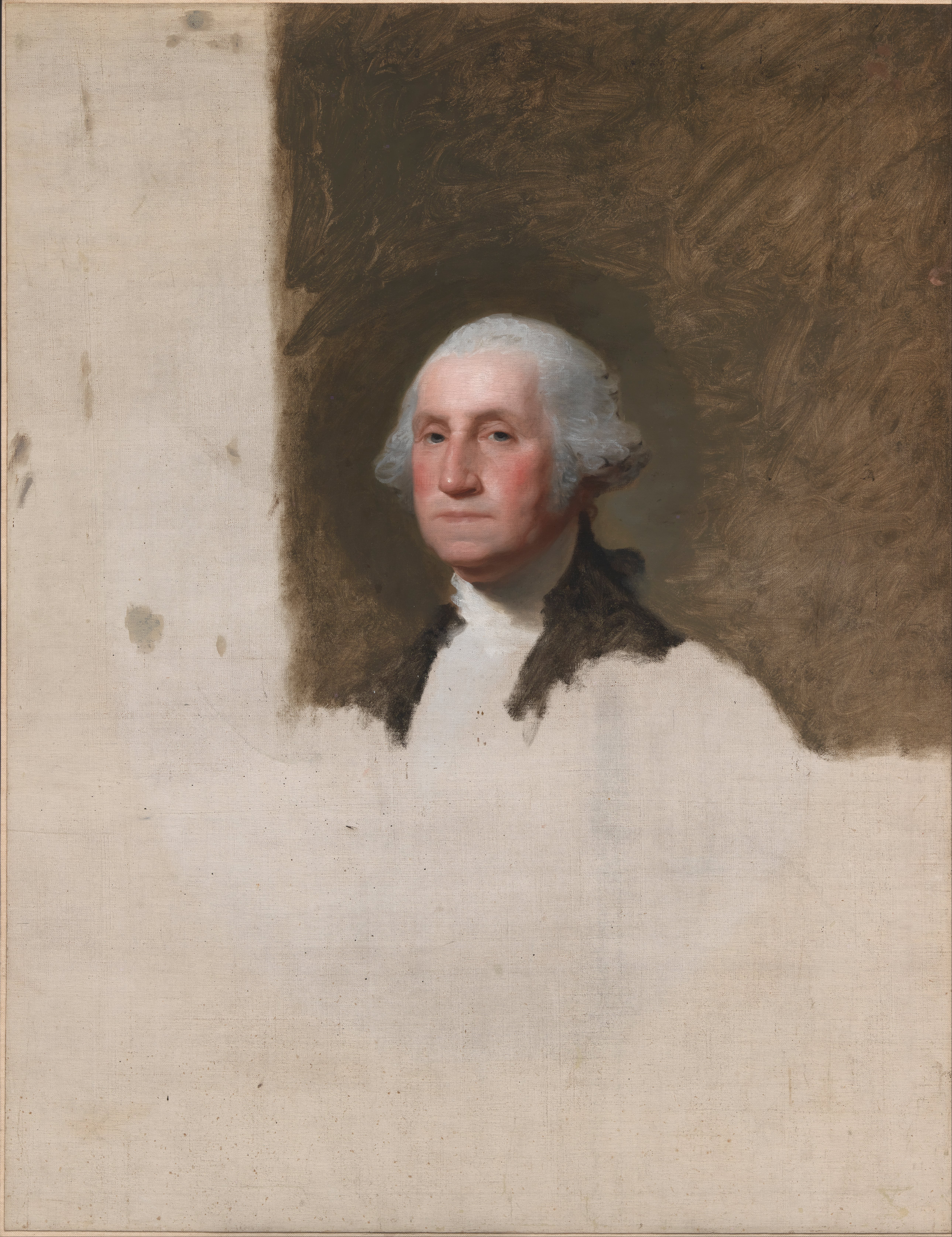
Het onvoltooide portret van George Washington door Gilbert Stuart, een van de twee schilderijen die centraal stonden in de Stuart-controverse.

In 1979 ontstond een groot conflict rond de poging van de National Portrait Gallery om twee schilderijen van Gilbert Stuart aan te kopen. Het betrof de beroemde, onvoltooide portretten van George en Martha Washington, die eigendom waren van het Boston Athenaeum. Deze instelling, een particuliere collectie, had de schilderijen sinds 1876 in bruikleen gegeven aan het Museum of Fine Arts in Boston. Tegen het einde van de jaren zeventig kampte het Athenaeum echter met financiële problemen. In de twee jaar voorafgaand aan 1979 had het tweemaal aangeboden de portretten aan het Museum of Fine Arts te verkopen, maar het museum weigerde telkens.
Begin 1979 bereikte het Athenaeum een voorlopige overeenkomst met de National Portrait Gallery om de werken te verkopen voor een bedrag van vijf miljoen dollar. Toen de verkoopgesprekken in april 1979 publiek werden gemaakt, leidde dit tot felle tegenstand in Boston.
De directeur van de NPG, Marvin Sadik, weigerde de verkoop te annuleren en stelde dat de portretten van nationaal historisch belang waren en thuishoorden in het Smithsonian. In reactie hierop begonnen prominente inwoners van Boston een inzamelingsactie om vijf miljoen dollar bijeen te brengen om de portretten in Massachusetts te houden. De burgemeester van Boston, Kevin H. White, spande een rechtszaak aan om de schilderijen in Boston te houden, waarbij hij de procureur-generaal van Massachusetts, Francis X. Bellotti, dagvaardde. Volgens de grondwet van de staat is Bellotti namelijk verantwoordelijk voor het toezicht op openbaar bezit. "Iedereen weet dat Washington geen cultuur heeft – ze moeten het kopen," sneerde White.
Op 12 april 1979 kwamen het Athenaeum en de NPG overeen om de verkoop uit te stellen tot 31 december van dat jaar, zodat Boston de tijd kreeg om het benodigde geld in te zamelen. Hoewel de rechtszaak geen volledige blokkade opleverde, had ze wel effect: procureur-generaal Bellotti verklaarde in de zomer dat de Stuart-portretten niet mochten worden verkocht zonder zijn toestemming.
In november 1979 had de inzamelingsactie slechts $ 885.631 opgebracht. Het Museum of Fine Arts beloofde dit bedrag te verdubbelen indien nodig, maar de campagne kwam daarmee nog steeds vier miljoen dollar tekort. Het Athenaeum weigerde de vraagprijs te verlagen en noemde de vijf miljoen dollar een aanzienlijke korting ten opzichte van de werkelijke waarde van de portretten.
Onder toenemende publieke en politieke druk bereikten het Museum of Fine Arts en de National Portrait Gallery op 7 februari 1980 een akkoord over gezamenlijke aankoop. De overeenkomst bepaalde dat de schilderijen eerst drie jaar tentoongesteld zouden worden in de National Portrait Gallery (vanaf juli 1980), en daarna drie jaar in het Museum of Fine Arts in Boston. In maart gaf procureur-generaal Bellotti goedkeuring voor het plan. Conform de overeenkomst werden de portretten op 1 juli 1980 in Washington voor het publiek tentoongesteld.
NPG-directeur Marvin Sadik, die zijn ongenoegen over de Stuart-kwestie al eerder had geuit, nam in januari 1981 een sabbatical van zes maanden. In juli dat jaar kondigde hij zijn vertrek bij het museum aan.

### Uitbreiding van de collectie
Ondanks de mediastorm rond de Stuart-controverse breidde de National Portrait Gallery haar collectie gestaag uit. In april 1979 verwierf het museum vijf andere portretten van Gilbert Stuart. Deze schilderijen — van de presidenten George Washington, Thomas Jefferson, James Monroe, John Adams en James Madison — stonden bekend als de Gibbs-Coolidge-set en werden zonder enige controverse geschonken door de familie Coolidge uit Boston.
In december van datzelfde jaar kreeg het museum een buste van Alexander Hamilton van John Trumbull, mogelijk gebaseerd op het portret dat later zou worden gebruikt voor het biljet van tien dollar. Ook ontving de NPG een portret van afgevaardigde Fisher Ames, geschilderd door Gilbert Stuart, afkomstig uit de familie van Henry Cabot Lodge in Massachusetts.
In april daaropvolgend schonken Varina Webb Stewart en Joel A.H. Webb belangrijke portretten van Jefferson Davis en zijn echtgenote Varina Howell Davis aan het museum. Beiden waren achterkleinkinderen van het echtpaar Davis. In 1980 verwierf de NPG, via aankopen en bruiklenen, diverse werken van grafisch kunstenaar Howard Chandler Christy. Deze omvatten onder meer zijn beroemde “Christy girl”-rekruteringsposters en geschiedkundige werken zoals Scene at the Signing of the Constitution of the United States.

### De "cracked-plate" Lincoln

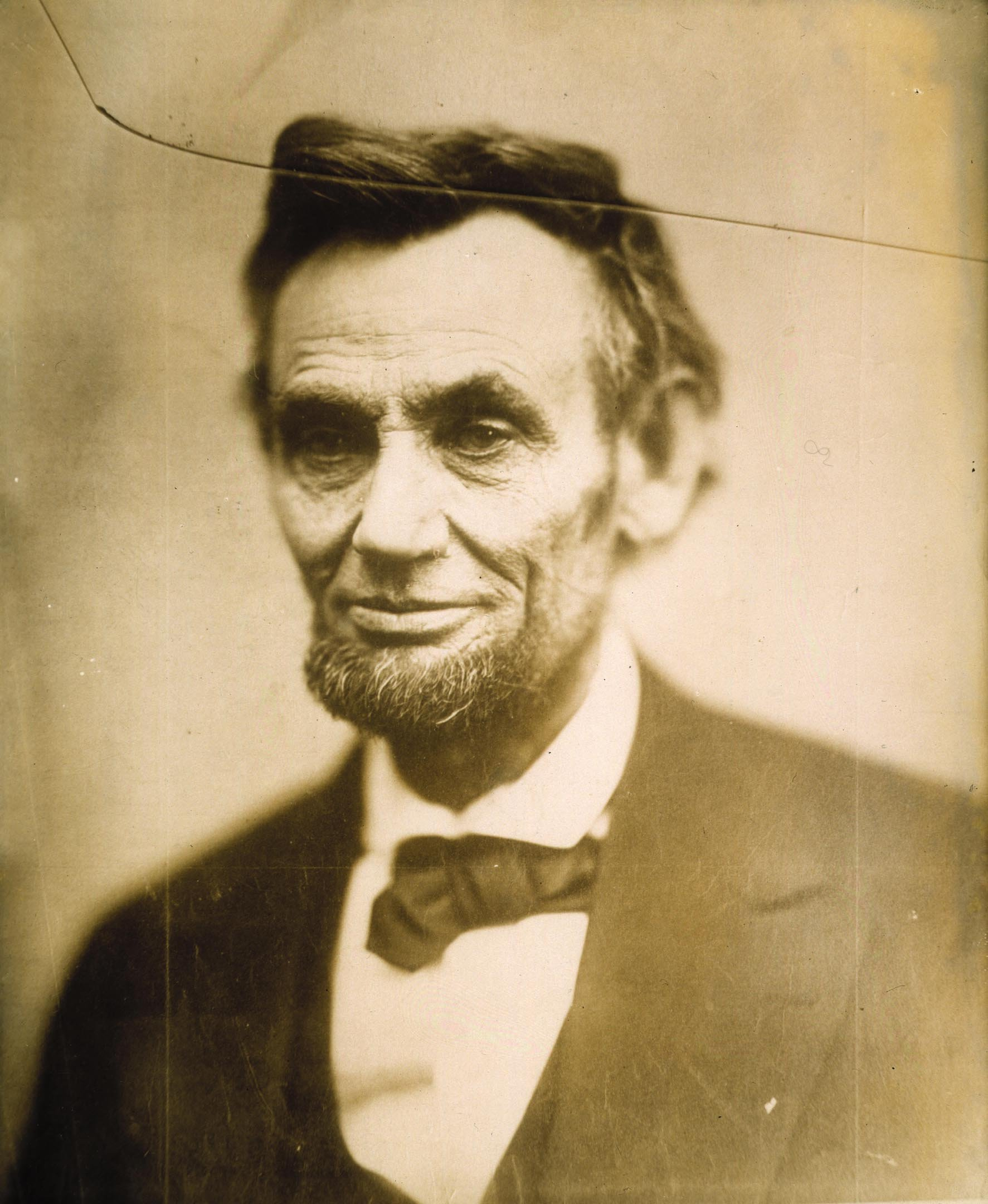
Het "cracked-plate"-portret van Abraham Lincoln, verworven door de National Portrait Gallery als onderdeel van de Alexander Gardner-collectie.

Tegen 1981 omvatte de collectie van de National Portrait Gallery meer dan 2.000 objecten. In dat jaar werden ook twee grote negentiende-eeuwse fotografische collecties verworven. De eerste was de Frederick Hill Meserve-collectie, bestaande uit 5.419 glasnegatieven van de beroemde burgeroorlog-fotograaf Mathew Brady en zijn assistenten. Van deze negatieven werden met historisch verantwoorde technieken afdrukken gemaakt, die vervolgens roulerend tentoongesteld werden. The Washington Post omschreef deze aanwinst als het moment waarop de NPG het “epicentrum” van Brady-onderzoek werd.
Later in 1981 kocht het museum nog eens 5.400 glasnegatieven uit de burgeroorlog periode, ditmaal van fotograaf Alexander Gardner, eveneens afkomstig uit de collectie van de familie Meserve. Onder deze beelden bevond zich het beroemde “cracked-plate” portret van Abraham Lincoln, genomen in februari 1865 — de laatste foto van Lincoln vóór zijn dood in april van dat jaar.

### Belangrijke aankopen en diefstal
Begin jaren tachtig kocht de NPG twee belangrijke portretten aan. Eén daarvan was een portret van Thomas Jefferson door Gilbert Stuart, waarvoor het museum één miljoen dollar betaalde aan een particuliere verzamelaar. Een deel van dit bedrag kwam van de Thomas Jefferson Foundation, die Monticello beheert. Beide partijen kwamen overeen dat het schilderij afwisselend op beide locaties te zien zou zijn. De tweede grote aankoop was een portret van Mary Cassatt door haar vriend Edgar Degas, waarvoor het museum 1,3 miljoen dollar betaalde.
Op 31 december 1984 vond er een diefstal plaats in het museum, al betrof het geen schilderijen. Een vitrine werd opengebroken en vier handgeschreven documenten, die waren tentoongesteld bij portretten van generaals uit de Amerikaanse Burgeroorlog, werden gestolen. Eén van de documenten was geschreven en ondertekend door president Abraham Lincoln; de andere drie door generaals Ulysses S. Grant, George Meade en George Armstrong Custer. De FBI werd onmiddellijk ingeschakeld en werkte samen met de politie van het Smithsonian. Binnen twee weken meldde een handelaar in historische documenten zich bij de FBI: hij had de gestolen stukken te koop aangeboden gekregen. Op 8 februari 1985 werd Norman James Chandler, een parttime monteur uit Maryland, gearresteerd. Hij pleitte snel schuldig en werd in april veroordeeld tot twee jaar cel (waarvan slechts zes maanden effectief), twee jaar voorwaardelijk en een boete van $ 2.000. Alle vier de documenten werden teruggevonden.

### Nieuwe toevoegingen in de jaren tachtig en negentig

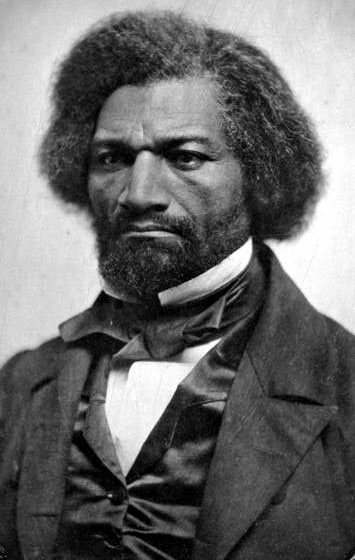
Frederick Douglass (1856), daguerreotypie, verworven door de NPG in 1990.

In de tweede helft van de jaren tachtig bleef de collectie groeien, zij het met minder grote aanwinsten. In 1985 verwierf het museum zijn eerste naaktportret: een zelfportret van kunstenares Alice Neel, die zichzelf op 80-jarige leeftijd had afgebeeld. Twee jaar later schonk de fotograaf Irving Penn 120 platinadruksels van mode- en beroemdheidsportretten die hij in de voorafgaande vijftig jaar had gemaakt.
In de jaren negentig verwierf de NPG twee zeer waardevolle daguerreotypieën, een vroege vorm van fotografie. De eerste, aangekocht in 1990, toonde de Afro-Amerikaanse abolitionist en voormalige slaafgemaakte Frederick Douglass. Er zijn slechts vier bekende daguerreotypieën van Douglass. In datzelfde jaar bereikte de fotocollectie van het museum 8.500 objecten. In 1996 volgde een aankoop van $ 115.000 voor de oudst bekende daguerreotypie van de abolitionist John Brown, bekend van zijn inval op Harpers Ferry in 1859. Deze opname werd gemaakt door de Afro-Amerikaanse fotograaf Augustus Washington.

### Aankoop van het Lansdowne-portret

Lansdowne-portret van George Washington

In het najaar van 2000 bood Neil Primrose, de 7e graaf van Rosebery, het Lansdowne-portret van George Washington, geschilderd door Gilbert Stuart, te koop aan bij de National Portrait Gallery. Het schilderij werd in april 1796 in opdracht gegeven door senator William Bingham uit Pennsylvania, destijds een van de rijkste mannen van Amerika. Het portret van 2,4 bij 1,5 meter was een geschenk aan de Britse premier William Petty FitzMaurice, de 2e graaf van Shelburne, die later de titel markies van Lansdowne aannam (waar het schilderij zijn naam aan te danken heeft). Lansdowne overleed in 1805, en in 1890 werd het schilderij gekocht door de 5e graaf van Rosebery. Het Lansdowne-portret werd slechts drie keer in de Verenigde Staten tentoongesteld (hoewel er meerdere kopieën in Amerika bleven). Tijdens de derde tentoonstelling in 1968 was het te zien in de National Portrait Gallery, waar het sindsdien in langdurige bruikleen bleef. Lord Rosebery bood het schilderij aan voor $ 20 miljoen, wat aan de onderkant van de geschatte waarde lag, met als voorwaarde dat de verkoop vóór 1 april 2001 werd afgerond.
Een zoektocht naar een donor, geleid door Smithsonian-secretaris Lawrence Small en het bestuur van de Smithsonian Institution, leverde in de eerste drie maanden niets op. Begin februari 2001 gingen bezorgde functionarissen publiekelijk op zoek naar een weldoener. Op 13 maart, slechts twee weken voor de deadline, schonk de Donald W. Reynolds Foundation $ 30 miljoen om het Lansdowne-portret aan te kopen. Fred W. Smith, voorzitter van de stichting, las op 26 februari in de Wall Street Journal over het mislukte donorinitiatief. Hoewel de stichting doorgaans alleen giften deed op het gebied van ouderenzorg, hart- en vaatonderzoek en journalistiek, viel deze aankoop onder de categorie "speciale projecten".
NPG-directeur Marc Pachter reisde op 3 maart naar Nevada om de kwestie te bespreken, en de volgende dag stemde de stichting in met de gift. Van het bedrag werd $ 6 miljoen gereserveerd voor een nationale rondreis van het schilderij (aangezien de NPG tot 2006 gesloten bleef wegens renovatie), en $ 4 miljoen voor de bouw van een nieuwe tentoonstellingsruimte in het Old Patent Office Building. De National Portrait Gallery kondigde aan deze ruimte naar Donald W. Reynolds te vernoemen, de mediabaron die de stichting oprichtte.

### Activiteiten na de renovatie
In januari 2000 sloot de National Portrait Gallery voor een renovatie van het Old Patent Office Building. Oorspronkelijk gepland voor twee jaar en begroot op $ 42 miljoen, liep het project uiteindelijk zeven jaar door en kostte het $ 283 miljoen. Oorzaken voor deze vertraging en kostenoverschrijding waren onder andere inflatie, vertragingen bij het verkrijgen van goedkeuring voor het ontwerp, de toevoeging van een glazen overkapping boven de binnenplaats, en andere onvoorziene complicaties. Tijdens de sluiting werd een groot deel van de collectie op tournee gestuurd door de Verenigde Staten.
In maart 2007 bracht een meerjarig onderzoek naar het leiderschap van acht Smithsonian-musea aanbevelingen uit over de National Portrait Gallery. Het rapport stelde dat het museum behoefte had aan krachtiger, visionair leiderschap dat zich zou inzetten voor het creëren van een werkelijk nationaal museum. Daarnaast werd gepleit voor een administratieve fusie met het Smithsonian American Art Museum.
Na de presidentsverkiezingen van 2008 verkreeg de National Portrait Gallery de bekende Hope-poster van Barack Obama, ontworpen door de grafisch kunstenaar Shepard Fairey. Het werk werd geschonken door Tony en Heather Podesta.